# Rubus contritidens
Rubus contritidens är en rosväxtart som beskrevs av A. van de Beek och K. Meijer. Rubus contritidens ingår i släktet rubusar, och familjen rosväxter. Inga underarter finns listade i Catalogue of Life.